# 锦纶路
锦纶路，得名于山西锦纶厂，位于山西省晋中市榆次区城区东部，现分为北、中、南三段，全长约5.2公里。

## 分段
- 锦纶北路北起王湖村，与龙湖街相接，向南经过乐平街、体育街、文苑街(校园路)、安宁街、与迎宾街相接，全长2.15公里。
- 由迎宾街开始称锦纶路，向南经过锦纶东街、蕴华街(建东街、建西街)、桥西街、桥东街，新华街(羊毫街)，与东顺城街相接，全长1.5公里。
- 东顺城街向南称锦纶南路，为2002年新开路段，向南穿过直隶庄村，大东关村，小东关村，与思凤街相接，全长1.5公里。

## 历史
- 原为北至王湖村，南至猫儿岭的土路，在今铁路桥处被石太铁路隔断，仅有一小桥能通路。
- 1969年开始，由安宁街至东顺城街段道路逐步硬化。
- 1976年，石太铁路新桥建成通车。
- 1988年，王湖村至安宁街段硬化。
- 1989年，石太铁路桥拓宽改造。
- 1995年~2002年，多次拓宽改造。
- 2002年，锦纶南路开通
- 2002年，原王湖村内道路更名为锦纶北路北段。
- 2014年5月17日起，文苑街至顺城街路段开始全封闭改造，预计工程将于9月30日完成。

## 其他
文革时，该路曾经名为战备路，文革结束后更为现名，沿用至今。